# Independiente Records
Independiente Records — британський лейбл звукозапису, заснований 1997 року.
Засновником лейблу став британський музичний підприємець Енді Макдональд. 1996 року він вигідно продав свою попередню компанію звукозапису Go! Discs мейджор-лейблу PolyGram, отримавши за неї близько 20 млн фунтів. Замість цього Макдональд вирішив заснувати новий незалежний лейбл, назвавши його «Independeiente» (в перекладі з іспанської — «незалежний»).
Новий лейбл був зосереджений на виконавцях альтернативного року. Протягом кінця 1990-х та початку 2000-х років на Independiente виходили альбоми гуртів Sunhouse, Travis, Embrace, So Solid Crew, Archive, Gomez, Tinariwen, Мартіни Топлі-Берд, Пола Веллера, Джона Мартіна, Родді Фрейма, DeeJay Punk-Roc та інших артистів. Для розповсюдження записів у Великій Британії та США було укладено угоди з компаніями Sony та Epic. Три альбоми Independiente посіли найвищу сходинку в британському хіт-параді: The Man Who (1999) та The Invisible Band (2001) гурту Travis, а також Illumination (2002) Пола Веллера.
2018 року Independiente Records придбала компанія Concord Music, зробивши його каталог записів частиною лейблу Craft Recordings.